# Ahmad Allée
Ahmad Allée (Dihok, 26 aprile 1996) è un calciatore iracheno con cittadinanza francese, centrocampista del Rouen e della nazionale irachena.

## Biografia
Si è trasferito in Francia da bambino con la famiglia, ottenendo la cittadinanza del paese transalpino nel 2004. È il fratello minore del calciatore Zana Allée.

## Caratteristiche tecniche
Centrocampista molto tecnico, dotato di un'ottima visione di gioco, è particolarmente abile nei passaggi.

## Carriera

### Club
Ha giocato con vari club tra la terza e la quinta divisione francese.

### Nazionale
Ha ottenuto la prima convocazione con la nazionale irachena nel 2023; in seguito è stato convocato per la Coppa d'Asia.

## Statistiche

### Cronologia presenze e reti in nazionale
| Cronologia completa delle presenze e delle reti in nazionale ― Iraq | Cronologia completa delle presenze e delle reti in nazionale ― Iraq | Cronologia completa delle presenze e delle reti in nazionale ― Iraq | Cronologia completa delle presenze e delle reti in nazionale ― Iraq | Cronologia completa delle presenze e delle reti in nazionale ― Iraq | Cronologia completa delle presenze e delle reti in nazionale ― Iraq | Cronologia completa delle presenze e delle reti in nazionale ― Iraq | Cronologia completa delle presenze e delle reti in nazionale ― Iraq |
| Data                                                                | Città                                                               | In casa                                                             | Risultato                                                           | Ospiti                                                              | Competizione                                                        | Reti                                                                | Note                                                                |
| ------------------------------------------------------------------- | ------------------------------------------------------------------- | ------------------------------------------------------------------- | ------------------------------------------------------------------- | ------------------------------------------------------------------- | ------------------------------------------------------------------- | ------------------------------------------------------------------- | ------------------------------------------------------------------- |
| 13-10-2023                                                          | Amman                                                               | Iraq                                                                | 0 – 0                                                               | Qatar                                                               | Amichevole                                                          | -                                                                   | 64’                                                                 |
| 17-10-2023                                                          | Amman                                                               | Giordania                                                           | 2 – 2                                                               | Iraq                                                                | Amichevole                                                          | -                                                                   | 58’ 64’                                                             |
| 16-11-2023                                                          | Baghdad                                                             | Iraq                                                                | 5 – 1                                                               | Indonesia                                                           | Qual. Mondiali 2026                                                 | -                                                                   | 67’                                                                 |
| Totale                                                              |                                                                     | Presenze                                                            | 3                                                                   |                                                                     | Reti                                                                | 0                                                                   |                                                                     |